# 긴 낱말
긴 낱말은 발음하기에 시간이 오래 걸리는 단어이다.

## 개요
문법 상으로는 하나의 단어도 맞춤법에 여러 단어처럼 보일 수있다. 예를 들어 고유 명사는 길어도 하나의 단어이다. 따라서 그레이트 브리튼 및 북아일랜드 연합 왕국과 영어의 (the) United Kingdom of Great Britain and Northern Ireland 모두 문법적으로는 한 단어이다. 그러나 일반적으로 후자는 긴 낱말로 간주되지 않는다. 영어 맞춤법에 공백이 포함되어 있으면 여러 단어처럼 보이기 때문이다. 독일어, 네덜란드, 덴마크어 등은 함께 복합어 사이에 띄어쓰기를 하지 않기 때문에 긴 낱말이 많다고 간주되고 있지만, 문법적으로는 영어와 독일어 합성어로는 큰 차이는 없다.

## 같이 보기
- 형태론
- 콕서터 군